# Jüe-kang
Jüe-kang (čínsky pchin-jinem Yuègǎng, znaky 月港; česky Měsíční přístav) byl v 16. století významný přístav a centrum nelegálního, později i legálního, zahraničního obchodu mingské Číny. Ležel v provincii Fu-ťien.

## Historie
Jüe-kang ležel na východě moderního okresu Lung-chaj ve východočínské provincii Fu-ťien. Význam získal v prvních desetiletích 16. století, kdy sloužil jako přístav pro Čang-čou, ležící na řece Ťiou-lung více ve vnitrozemí. Rychle se stal jedním z nejdůležitějších přístavů Fu-ťienu, a střediskem nelegálního obchodu mezi mingskou Čínou a zeměmi jihovýchodní Asie, Filipínami a Japonskem. 
Význam Měsíčního přístavu jako nejvýznamnějšího centra pašeráků wo-kchou ve Fu-ťienu postřehly úřady (v osobě velkého koordinátora pobřežní obrany Ču Wana) už roku 1549. Roku 1551 zde byl proto zřízen daňový úřad, roku 1563 námořní obranný úřad a roku 1566 bylo město povýšeno na sídlo okresu, se současnou změnou jména na Chaj-čcheng (海澄), doslova „Čisté moře“.
Roku 1567 byl vládou říše Ming zrušen zákaz zahraničního obchodu, který byl povolen zprvu v Mej-lingu v Nan-čao ve Fu-ťienu, ale záhy byl z bezpečnostních důvodů přeložen do Měsíčního přístavu/Chaj-čchengu. Poté se zde soustředil obchod se španělskými Filipínami (zejména Manilou) i jihovýchodní Asií. Současně Měsíční přístav převzal od Čchüan-čou roli fuťienského regionálního obchodního centra.
Koncem mingského období převzal úlohu Měsíčního přístavu v čínském zahraničním obchodu jiný fuťienský přístav – Sia-men.
Roku 1960 byl okres Chaj-čcheng začleněn do sousedního okresu Lung-chaj a z Chaj-čchengu se stal jeden z lungchajských městysů (镇, čen).